# Danny Phiri
Danny Phiri (Harare, Zimbabue; 25 de julio de 1989) es un exfutbolista de Zimbabue que jugaba en la posición de centrocampista.

## Carrera

### Club
| Periodo   | Club             |
| --------- | ---------------- |
| 2009-2010 | Bantu Rovers     |
| 2011-2016 | Chicken Inn FC   |
| 2016–2021 | Golden Arrows FC |

### Selección nacional
En enero de 2014 el entrenador Ian Gorowa lo convoca para jugar con Zimbabue en el Campeonato Africano de Naciones de 2014, donde jugó los seis partidos y avanzó hasta las semifinales. Luego Phiri juega cinco partidos de la Copa Africana de Naciones 2017 y en la Copa Africana de Naciones 2019. Jugó 40 partidos internacionales y anotó dos goles hasta su retiro internacional en 2019.
| Gol | Fecha      | Sede                                      | Rival    | Marcador | Resultado | Torneo                                                        |
| --- | ---------- | ----------------------------------------- | -------- | -------- | --------- | ------------------------------------------------------------- |
| 1   | 1-6-2014   | National Sports Stadium, Harare, Zimbabue | Tanzania | 1–0      | 2–2       | Clasificación para la Copa Africana de Naciones de 2015       |
| 2   | 18-10-2015 | Barbourfields Stadium, Bulawayo, Zimbabue | Lesoto   | 3–1      | 3–1       | Clasificación para el Campeonato Africano de Naciones de 2016 |

## Logros

### Club
- Liga Premier de Zimbabue (1): 2015

### Individual
- Soccer Star of the Year (1): 2015[1]